# 自卑亭
自卑亭，属于岳麓山风景名胜区的一部分，位于岳麓书院正门前，湖南大学南校区图书馆旁，自卑亭始建于清朝。

## 历史

### 建造者
自卑亭的建造者是清朝长沙郡丞赵宁，建造时间是康熙27年（1688年）。

### 名字由来
自卑亭的名字取自四书之《中庸》：“君子之道，譬如远行，必自迩；譬如登高，必自卑。”